# Juan de Badajoz el Mozo

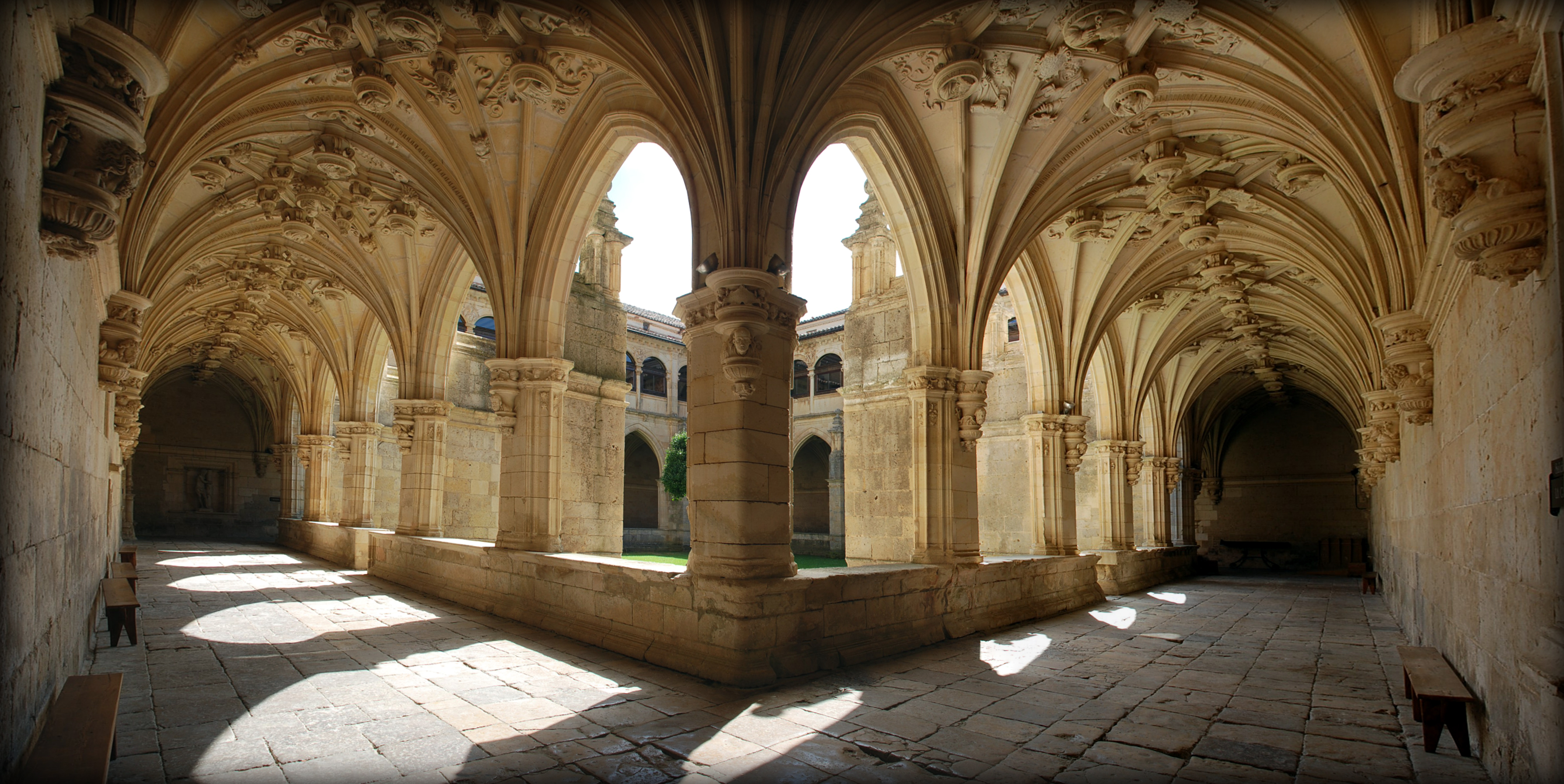
Claustro del Monasterio de San Zoilo, Carrión de los Condes.

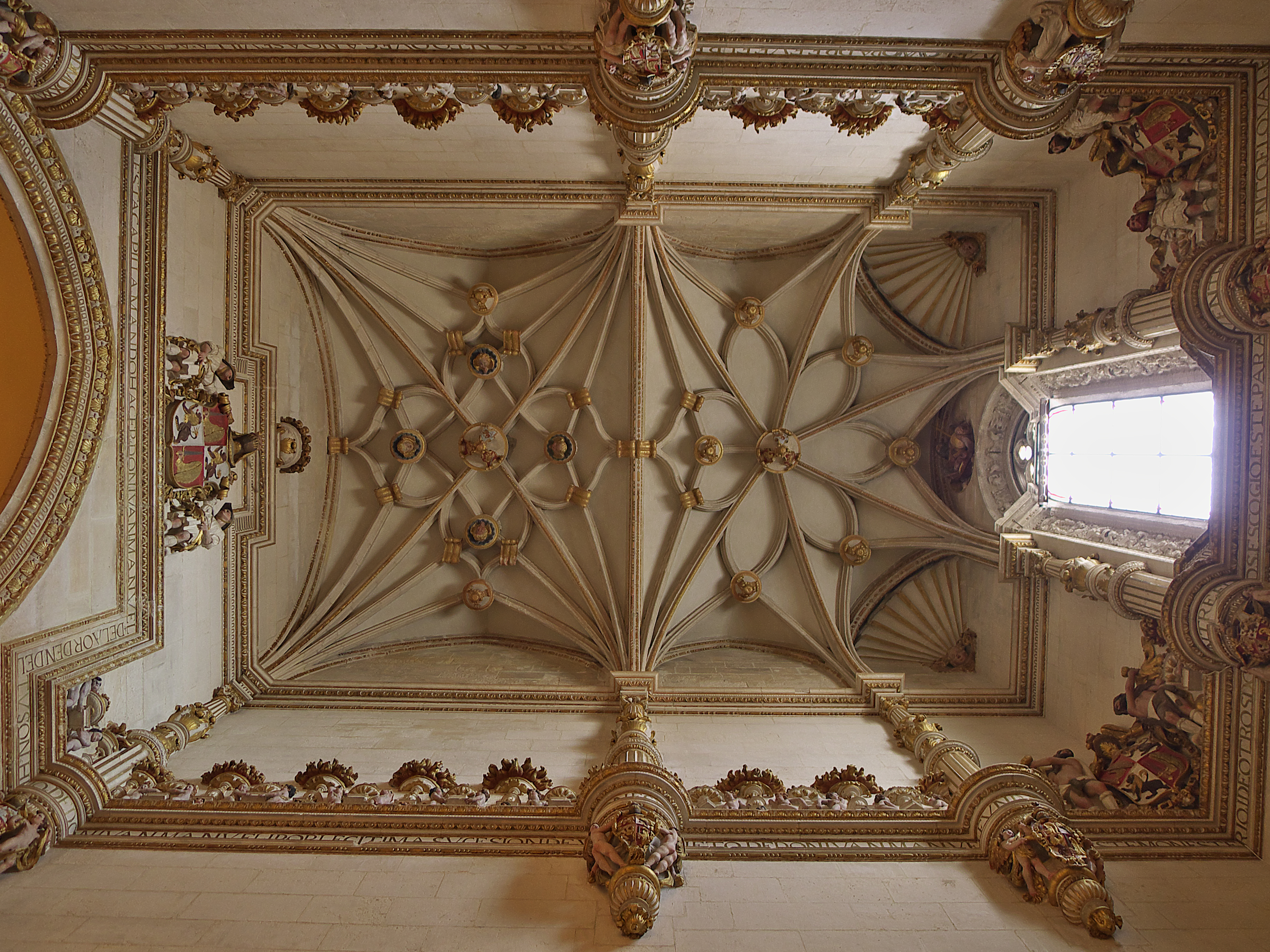
Bóveda de la capilla del infante don Juan Manuel, Convento de San Pablo (Peñafiel).

Juan de Badajoz, apodado "El Mozo"  (entre 1495-1498 - 1552) fue un alarife y maestro mayor de obras español, natural de Badajoz.

## Biografía
Era miembro de una familia de maestros de obras del periodo tardogótico, con estilos arquitectónicos característicos en los que preponderaban los detalles decorativos sobre los estructurales o tectónicos. Uno de los miembros más destacados de esta familia fue su padre, Juan de Badajoz el Viejo, de cuya obra fue continuador. La continuación de las obras del padre (a partir del año 1525) arroja dudas acerca de si algunas obras y trabajos son autoría de la vejez del padre o de la juventud del hijo.
Juan de Badajoz el Mozo, ya en solitario, estuvo activo en la ciudad de León en las primeras décadas del siglo XVI, ejerciendo como maestro de obras en la catedral de esta ciudad, y siendo uno de los últimos representantes del estilo plateresco en la zona.

## Obras
Realizó el diseño y decoración de algunos importantes edificios en el norte de España durante la primera mitad del siglo XVI. Fue maestro de obras comisionado por el cabildo catedralicio de León. En la catedral leonesa, son de su autoría la coronación del imafronte de la fachada principal (proyectado hacia el año 1537 por el mismo Juan de Badajoz el Mozo y concluido en 1567 por Juan de Rojas; fue desmontado en el siglo XIX y sustituido por otro neogótico del arquitecto Demetrio de los Ríos). Intervino también en el trascoro, y rehízo casi enteramente el claustro, rematándolo con bóvedas renacentistas de abigarrado diseño.
Realizó también algunos proyectos urbanísticos en la misma ciudad, interviniendo asimismo en la bóveda de la librería de la Basílica de san Isidoro y en la sacristía mayor del Convento de san Marcos, obra realizada a partir de 1549, siendo probable su participación en la monumental fachada del mismo.  
Otras de sus obras destacadas son el claustro del Monasterio de San Zoilo en Carrión de los Condes, realizado hacia 1537, muy emparentado con el claustro catedralicio de León aunque de líneas más depuradas; y la capilla funeraria de los Manuel en el Convento de san Pablo de Peñafiel, con rica decoración interior basada en motivos italianizantes.